# Casa Lluís i Rita Cardona Canadell
La casa Lluís i Rita Cardona Canadell és un edifici racionalista situat al carrer de París, 127 de Barcelona, que forma part de l'Inventari del Patrimoni Arquitectònic de Catalunya.

## Història
Els germans Lluís i Rita Cardona i Canadell, fills de l'industrial Enric Cardona i Panella, van encarregar-ne el projecte a l'arquitecte Pere Benavent de Barberà i Abelló.

## Descripció
Consta de planta baixa, sis pisos i àtic amb coberta plana. A la planta baixa s'obren tren grans portes; la central es correspon amb el portal d'accés i les laterals a locals comercials. En aquest nivell, el parament està recobert de pedra. Els pisos superiors es distribueixen en quatre eixos longitudinals on s'obren finestres rectangulars. En els dos dels extrems hi ha tribunes en forma de mig hexàgon que recorren de dalt a baix la superfície de la façana i que fa de base a la terrassa de l'àtic: en aquestes tribunes s'obren tres finestres unides que ressegueixen les diferents cares d'aquest cos donant la sensació de ser una sola finestra correguda. A l'àtic, el mur de la façana s'inclina cap endarrere simulant una teulada excepte l'espai dels dos eixos laterals que continuen el mur del nivell inferior i això fa que en l'àtic sobresurtin com si fossin dos torres. El parament és de maó vist, amb les tribunes recobertes de pedra, i l'àtic està recobert de petites teules verdes. Les finestres tenen una barana tubular. Sobre la porta d'entrada apareix gravada a la pedra la inscripció «Pere Benavent, arquitecte».
A l'interior destaca l'estètica de cases vaixell que era freqüent durant els principis del racionalisme. Es pot veure replans arrodonits, baranes tubulars, finestres d'ull de bou, paviment blanc i parets amb ceràmica vidriada verda.